# Anaheim Ducks
Anaheim Ducks je profesionální americký klub ledního hokeje, který sídlí v kalifornském městě Anaheim. Do NHL vstoupil v ročníku 1993/94 a hraje v Pacifické divizi v rámci Západní konference. Své domácí zápasy odehrává v hale Honda Center s kapacitou 17 174 diváků. Klubové barvy jsou černá, zlatá, oranžová a bílá.

## Historie
Po úspěších ve filmové branži se společnost Disney Company rozhodla založit i svůj vlastní hokejový klub v NHL. Stálo ji to 60 mil. dolarů a na podzim 1993 se Mighty Ducks of Anaheim mohli zúčastnit nastávajícího ročníku. Největšími rivaly jim od začátku byli blízcí sousedi z Los Angeles. Přestože se klubu hned první rok podařilo pod vedením kouče Rona Wilsona stanovit rekord v počtu vítězství nováčkovského klubu (33), na play-off to nestačilo. Tým od začátku stál na výkonech Paula Kariyi. Průlom v historii Kačerů přišel v závěru sezony 1995/96, kdy se podařilo z Winnipegu získat finského bleska Teemu Selänneho výměnou za Olega Tverdovského, který se navíc do Anaheimu za tři roky zase vrátil. Selänne s Kariyou vytvořilli superrychlé duo a hned v další sezoně dotáhli tým až do druhého kola play-off, kde je vyřadil pozdější šampion z Detroitu. Z týmu odešel úspěšný trenér Ron Wilson a svůj nový tým Washington Capitals dotáhl do finále Stanley Cupu.
V následujících letech klub vykazoval nepřesvědčivé výsledky. Obránci Tverdovskij a Olausson spolu s prvním centrem Stevem Rucchinem byli nesmírně protežováni, právě tak jako produktivní Kariya a Selänne. V sezonách 1995/96 a 1998/99 se oba dostali přes 100 bodů, zatímco zbytek týmu se většinou potácel 30 až 40 bodů za nimi. Bylo stále více jasné, že bude nutné k oběma hvězdným křídelníkům sehnat centra, který by s nimi udržel krok. V sezoně 1998/99 Selänne vyhrál Maurice Richard Trophy pro nejlepšího kanonýra ligy, ale potom na něj přišel útlum. Ducks si jej už nemohli dovolit a v roce 2001 jej trejdovali do San Jose za Jeffa Friesena. Klub pak klesal tabulkou, až spočinul na samém dně západní konference. Návrat k vrcholu přišel naprosto nečekaně v sezoně 2002/03. Nejenže se tehdy Mighty Ducks po 4 letech znovu podívali do vyřazovacích bojů, ale díky famózním výkonům brankáře Jean-Sebastiena Giguera v play-off pokořili všechny týmy západní konference a skončili teprve ve finále, poraženi New Jersey Devils. Po sezóně se však klub musel rozloučit s kapitánem Kariyou, kterého měl nahradit Sergej Fjodorov. Avšak tentokrát se tým složený kolem J. S. Giguera, Sandise Ozolinše, Sergeje Fjodorova a Petra Sýkory podobnému úspěchu ani nepřiblížil.
Po ligové výluce nastala v týmu generační proměna. Noví vlastníci, nový trenér, nový generální manažer a od sezony 2006/07 i nové dresy a úprava jména na Anaheim Ducks – to vše udělalo z Kačerů nový, moderní tým. Manažer Brian Burke v roce 2005 vyjednal návrat Selänneho a přivedl do týmu čerstvého vítěze Norris Trophy pro nejlepšího obránce Scotta Niedermayera, který se zároveň stal novým kapitánem týmu. Okamžitě se dostavily nové úspěchy v play-off. Před sezonou získali Ducks pověst týmu s dvěma nejlepšími obránci ligy, když se jim podařilo k Niedermayerovi získat Chrise Prongera. Vedeni trenérem Randym Carlylem v tomto roce v play-off porazili Minnesotu, Vancouver, Detroit a ve finále i Ottawu. K zisku prvního Stanley Cupu v historii klubu nejvíce přispěli J. S. Giguere, Scott Niedermayer, Chris Pronger, Francois Beauchemin, Chris Kunitz, Teemu Selänne a Andy McDonald.

## Historické názvy
Zdroj:
- 1993 – Mighty Ducks of Anaheim
- 2006 – Anaheim Ducks

## Úspěchy
- Vítěz Stanley Cupu (1×)
  - 2006/07
- Vítěz Campbellovy konference (západní konference) (2×)
  - 2002/03, 2006/07
- Vítěz pacifické divize (6×)
  - 2006/07, 2012/13, 2013/14, 2014/15, 2015/16, 2016/17
- Členové Hokejové síně slávy
  - Jari Kurri – uveden 2001
  - Adam Oates – uveden 2012
  - Scott Niedermayer – uveden 2013

## Individuální trofeje
Zdroj:
| Individuální trofeje             | Rok a hráč                                                       |
| -------------------------------- | ---------------------------------------------------------------- |
| Art Ross Trophy                  | nikdo                                                            |
| Calder Memorial Trophy           | nikdo                                                            |
| Conn Smythe Trophy               | 2002/2003 • Jean-Sébastien Giguère 2006/2007 • Scott Niedermayer |
| Roger Crozier Saving Grace Award | nikdo                                                            |
| Hart Memorial Trophy             | 2010/2011 • Corey Perry                                          |
| William M. Jennings Trophy       | 2015/2016 • Frederik Andersen, John Gibson                       |
| King Clancy Memorial Trophy      | nikdo                                                            |
| Lady Byng Memorial Trophy        | 1995/1996, 1996/1997 • Paul Kariya                               |
| Bill Masterton Memorial Trophy   | 2005/2006 • Teemu Selänne                                        |
| Mark Messier Leadership Award    | nikdo                                                            |
| James Norris Memorial Trophy     | nikdo                                                            |
| Ted Lindsay Award                | nikdo                                                            |
| NHL Plus/Minus Award             | nikdo                                                            |
| Maurice Richard Trophy           | 1998/1999 • Teemu Selänne 2010/2011 • Corey Perry                |
| Frank J. Selke Trophy            | nikdo                                                            |
| Vezina Trophy                    | nikdo                                                            |
| NHL Foundation Player Award      | nikdo                                                            |
| Jack Adams Award                 | nikdo                                                            |

## Češi a Slováci v Anaheim Ducks (Mighty Ducks of Anaheim)
| Sezóna                                                                   | Hráči – Češi                                 | Hráči – Slováci   | Soupiska       | Playoffs       |
| 1993/1994                                                                | nikdo                                        | nikdo             | Zde            | Ne             |
| 1994/1995                                                                | Miloš Holaň                                  | nikdo             | Zde            | Ne             |
| 1995/1996                                                                | Miloš Holaň                                  | nikdo             | Zde            | Ne             |
| 1996/1997                                                                | nikdo                                        | nikdo             | Zde            |                |
| 1997/1998                                                                | Pavel Trnka • Josef Marha                    | nikdo             | Zde            | Ne             |
| 1998/1999                                                                | Pavel Trnka                                  | nikdo             | Zde            |                |
| 1999/2000                                                                | Pavel Trnka • Ladislav Kohn                  | nikdo             | Zde            | Ne             |
| 2000/2001                                                                | Pavel Trnka • Petr Tenkrát • Ladislav Kohn   | nikdo             | Zde            | Ne             |
| 2001/2002                                                                | Pavel Trnka • Petr Tenkrát                   | nikdo             | Zde            | Ne             |
| 2002/2003                                                                | Pavel Trnka • Petr Sýkora                    | nikdo             | Zde            |                |
| 2003/2004                                                                | Petr Sýkora • Václav Prospal • Martin Škoula | nikdo             | Zde            | Ne             |
| 2004/2005                                                                | Sezóna zrušena                               | Sezóna zrušena    | Sezóna zrušena | Sezóna zrušena |
| 2005/2006                                                                | Petr Sýkora                                  | nikdo             | Zde            |                |
| 2006/2007                                                                | nikdo                                        | nikdo             | Zde            |                |
| 2007/2008                                                                | nikdo                                        | nikdo             | Zde            |                |
| 2008/2009                                                                | nikdo                                        | nikdo             | Zde            |                |
| 2009/2010                                                                | nikdo                                        | Ľubomír Višňovský | Zde            | Ne             |
| 2010/2011                                                                | nikdo                                        | Ľubomír Višňovský | Zde            |                |
| 2011/2012                                                                | nikdo                                        | Ľubomír Višňovský | Zde            | Ne             |
| 2012/2013                                                                | Radek Dvořák                                 | nikdo             | Zde            |                |
| 2013/2014                                                                | nikdo                                        | nikdo             | Zde            |                |
| 2014/2015                                                                | Tomáš Fleischmann • Jiří Sekáč               | nikdo             | Zde            |                |
| 2015/2016                                                                | Jiří Sekáč                                   | nikdo             | Zde            |                |
| 2016/2017                                                                | Ondřej Kaše                                  | nikdo             | Zde            |                |
| 2017/2018                                                                | Ondřej Kaše                                  | nikdo             | Zde            |                |
| 2018/2019                                                                | Ondřej Kaše • Andrej Šustr                   | nikdo             | Zde            | Ne             |
| 2019/2020                                                                | Ondřej Kaše                                  | nikdo             | Zde            | Ne             |
| 2020/2021                                                                | nikdo                                        | nikdo             | Zde            | Ne             |
| 2021/2022                                                                | Dominik Simon • Andrej Šustr                 | nikdo             | Zde            | Ne             |
| 2022/2023                                                                | Lukáš Dostál                                 | Pavol Regenda     | Zde            | Ne             |
| 2023/2024                                                                | Lukáš Dostál • Radko Gudas                   | Pavol Regenda     | Zde            | Ne             |
| 2024/2025                                                                | Lukáš Dostál • Radko Gudas                   | nikdo             | Zde            | Ne             |
| 2025/2026                                                                | Petr Mrázek • Radko Gudas                    | nikdo             | Zde            |                |
| Češi – Zdroj na Eliteprospects.com Slováci – Zdroj na Eliteprospects.com |                                              |                   |                |                |

## Individuální rekordy jednotlivých sezón

### Základní část
- Zdroj zde

| 1994/1995 |
| 1995/1996 |
| 1996/1997 |
| 1997/1998 |
| 1998/1999 |
| 1999/2000 |
| 2000/2001 |
| 2001/2002 |
| 2002/2003 |
| 2003/2004 |
| 2004/2005 |
| 2005/2006 |
| 2006/2007 |
| 2007/2008 |
| 2008/2009 |
| 2009/2010 |
| 2010/2011 |
| 2011/2012 |
| 2012/2013 |
| 2013/2014 |
| 2014/2015 |
| 2015/2016 |
| 2016/2017 |
| 2017/2018 |
| 2018/2019 |
| 2019/2020 |
| 2020/2021 |
| 2021/2022 |
| 2022/2023 |
| 2023/2024 |
| 2024/2025 |

| Paul Kariya                | 18 |
| Paul Kariya                | 50 |
| Teemu Selänne              | 51 |
| Teemu Selänne              | 52 |
| Teemu Selänne              | 47 |
| Paul Kariya                | 42 |
| Paul Kariya                | 33 |
| Paul Kariya                | 32 |
| Petr Sýkora                | 34 |
| Sergej Fjodorov            | 31 |
| stávka                     |    |
| Teemu Selänne              | 40 |
| Teemu Selänne              | 48 |
| Corey Perry                | 29 |
| Corey Perry                | 32 |
| Bobby Ryan                 | 35 |
| Corey Perry                | 50 |
| Corey Perry                | 37 |
| Corey Perry a Ryan Getzlaf | 15 |
| Corey Perry                | 43 |
| Corey Perry                | 33 |
| Corey Perry                | 34 |
| Rickard Rakell             | 33 |
| Rickard Rakell             | 34 |
| Jakob Silfverberg          | 24 |
| Adam Henrique              | 26 |
| Max Comtois                | 16 |
| Troy Terry                 | 37 |
| Trevor Zegras              | 23 |
| Frank Vatrano              | 37 |
| Mason McTavish             | 22 |

| Paul Kariya                | 21 |
| Teemu Selänne              | 68 |
| Teemu Selänne              | 58 |
| Teemu Selänne              | 34 |
| Paul Kariya                | 62 |
| Teemu Selänne              | 52 |
| Paul Kariya a Jeff Friesen | 34 |
| Matt Cullen                | 30 |
| Paul Kariya                | 56 |
| Václav Prospal             | 35 |
| stávka                     |    |
| Andy McDonald              | 51 |
| Scott Niedermayer          | 54 |
| Ryan Getzlaf               | 58 |
| Ryan Getzlaf               | 66 |
| Ryan Getzlaf               | 50 |
| Ryan Getzlaf               | 57 |
| Ryan Getzlaf               | 46 |
| Ryan Getzlaf               | 34 |
| Ryan Getzlaf               | 56 |
| Ryan Getzlaf               | 45 |
| Ryan Getzlaf               | 50 |
| Ryan Getzlaf               | 58 |
| Ryan Getzlaf               | 50 |
| Ryan Getzlaf               | 34 |
| Ryan Getzlaf               | 29 |
| Rickard Rakell             | 19 |
| Trevor Zegras              | 38 |
| Trevor Zegras              | 42 |
| Troy Terry                 | 34 |
| Troy Terry                 | 34 |

| Paul Kariya                 | 39  |
| Paul Kariya a Teemu Selänne | 108 |
| Teemu Selänne               | 109 |
| Teemu Selänne               | 86  |
| Teemu Selänne               | 107 |
| Paul Kariya                 | 86  |
| Paul Kariya                 | 67  |
| Paul Kariya                 | 57  |
| Paul Kariya                 | 81  |
| Sergej Fjodorov             | 65  |
| stávka                      |     |
| Teemu Selänne               | 90  |
| Teemu Selänne               | 94  |
| Ryan Getzlaf                | 82  |
| Ryan Getzlaf                | 91  |
| Corey Perry                 | 76  |
| Corey Perry                 | 98  |
| Teemu Selänne               | 66  |
| Ryan Getzlaf                | 49  |
| Ryan Getzlaf                | 87  |
| Ryan Getzlaf                | 70  |
| Ryan Getzlaf                | 63  |
| Ryan Getzlaf                | 73  |
| Rickard Rakell              | 69  |
| Ryan Getzlaf                | 48  |
| Adam Henrique               | 43  |
| Max Comtois                 | 33  |
| Troy Terry                  | 67  |
| Trevor Zegras               | 65  |
| Frank Vatrano               | 60  |
| Troy Terry                  | 55  |

## Umístění v jednotlivých sezonách
Stručný přehled
Zdroj:
- 1993– : National Hockey League (Pacifická divize)

| USA/Kanada (1993–) |                        |        |                                                                          |                                                                          |                                                                          |                                                                          |                                                                          |                                                                          |                                                                          |                                                                          |                                                                          |                                                                          |                                                                          |                |
| Sezóny             | Liga                   | Úroveň | Z                                                                        | V                                                                        | VP                                                                       | R                                                                        | PP                                                                       | P                                                                        | VG                                                                       | OG                                                                       | +/-                                                                      | B                                                                        | Pozice                                                                   | Play-off       |
| 1993/94            | NHL (Pacifická divize) | 1      | 84                                                                       | 33                                                                       | –                                                                        | 5                                                                        | –                                                                        | 46                                                                       | 229                                                                      | 251                                                                      | −22                                                                      | 71                                                                       | 4.                                                                       | Ne             |
| 1994/95            | NHL (Pacifická divize) | 1      | 48                                                                       | 16                                                                       | –                                                                        | 5                                                                        | –                                                                        | 27                                                                       | 125                                                                      | 164                                                                      | −39                                                                      | 37                                                                       | 6.                                                                       | Ne             |
| 1995/96            | NHL (Pacifická divize) | 1      | 82                                                                       | 35                                                                       | –                                                                        | 8                                                                        | –                                                                        | 39                                                                       | 234                                                                      | 247                                                                      | −13                                                                      | 78                                                                       | 4.                                                                       | Ne             |
| 1996/97            | NHL (Pacifická divize) | 1      | 82                                                                       | 36                                                                       | –                                                                        | 13                                                                       | –                                                                        | 33                                                                       | 243                                                                      | 231                                                                      | +12                                                                      | 85                                                                       | 2.                                                                       | Semifinále ZK  |
| 1997/98            | NHL (Pacifická divize) | 1      | 82                                                                       | 26                                                                       | –                                                                        | 13                                                                       | –                                                                        | 43                                                                       | 205                                                                      | 261                                                                      | −56                                                                      | 65                                                                       | 6.                                                                       | Ne             |
| 1998/99            | NHL (Pacifická divize) | 1      | 82                                                                       | 35                                                                       | –                                                                        | 13                                                                       | –                                                                        | 34                                                                       | 215                                                                      | 206                                                                      | +9                                                                       | 83                                                                       | 3.                                                                       | Čtvrtfinále ZK |
| 1999/00            | NHL (Pacifická divize) | 1      | 82                                                                       | 34                                                                       | –                                                                        | 12                                                                       | 3                                                                        | 33                                                                       | 217                                                                      | 227                                                                      | −10                                                                      | 83                                                                       | 5.                                                                       | Ne             |
| 2000/01            | NHL (Pacifická divize) | 1      | 82                                                                       | 25                                                                       | –                                                                        | 11                                                                       | 5                                                                        | 41                                                                       | 188                                                                      | 245                                                                      | −57                                                                      | 66                                                                       | 5.                                                                       | Ne             |
| 2001/02            | NHL (Pacifická divize) | 1      | 82                                                                       | 29                                                                       | –                                                                        | 8                                                                        | 3                                                                        | 42                                                                       | 175                                                                      | 198                                                                      | −23                                                                      | 69                                                                       | 5.                                                                       | Ne             |
| 2002/03            | NHL (Pacifická divize) | 1      | 82                                                                       | 40                                                                       | –                                                                        | 9                                                                        | 6                                                                        | 27                                                                       | 203                                                                      | 193                                                                      | +10                                                                      | 95                                                                       | 1.                                                                       | Finále SC      |
| 2003/04            | NHL (Pacifická divize) | 1      | 82                                                                       | 29                                                                       | –                                                                        | 10                                                                       | 8                                                                        | 35                                                                       | 184                                                                      | 213                                                                      | −29                                                                      | 76                                                                       | 4.                                                                       | Ne             |
| 2004/05            | NHL (Pacifická divize) | 1      | Soutěž byla v této sezóně z důvodu chybějící kolektivní smlouvy zrušena. | Soutěž byla v této sezóně z důvodu chybějící kolektivní smlouvy zrušena. | Soutěž byla v této sezóně z důvodu chybějící kolektivní smlouvy zrušena. | Soutěž byla v této sezóně z důvodu chybějící kolektivní smlouvy zrušena. | Soutěž byla v této sezóně z důvodu chybějící kolektivní smlouvy zrušena. | Soutěž byla v této sezóně z důvodu chybějící kolektivní smlouvy zrušena. | Soutěž byla v této sezóně z důvodu chybějící kolektivní smlouvy zrušena. | Soutěž byla v této sezóně z důvodu chybějící kolektivní smlouvy zrušena. | Soutěž byla v této sezóně z důvodu chybějící kolektivní smlouvy zrušena. | Soutěž byla v této sezóně z důvodu chybějící kolektivní smlouvy zrušena. | Soutěž byla v této sezóně z důvodu chybějící kolektivní smlouvy zrušena. |                |
| 2005/06            | NHL (Pacifická divize) | 1      | 82                                                                       | 43                                                                       | –                                                                        | –                                                                        | 12                                                                       | 27                                                                       | 254                                                                      | 229                                                                      | +25                                                                      | 98                                                                       | 3.                                                                       | Finále ZK      |
| 2006/07            | NHL (Pacifická divize) | 1      | 82                                                                       | 48                                                                       | –                                                                        | –                                                                        | 14                                                                       | 20                                                                       | 258                                                                      | 208                                                                      | +50                                                                      | 110                                                                      | 1.                                                                       | Vítěz SC       |
| 2007/08            | NHL (Pacifická divize) | 1      | 82                                                                       | 47                                                                       | –                                                                        | –                                                                        | 8                                                                        | 27                                                                       | 205                                                                      | 191                                                                      | +14                                                                      | 102                                                                      | 2.                                                                       | Čtvrtfinále ZK |
| 2008/09            | NHL (Pacifická divize) | 1      | 82                                                                       | 42                                                                       | –                                                                        | –                                                                        | 7                                                                        | 33                                                                       | 245                                                                      | 238                                                                      | +7                                                                       | 91                                                                       | 2.                                                                       | Semifinále ZK  |
| 2009/10            | NHL (Pacifická divize) | 1      | 82                                                                       | 39                                                                       | –                                                                        | –                                                                        | 11                                                                       | 32                                                                       | 238                                                                      | 251                                                                      | −13                                                                      | 89                                                                       | 4.                                                                       | Ne             |
| 2010/11            | NHL (Pacifická divize) | 1      | 82                                                                       | 47                                                                       | –                                                                        | –                                                                        | 5                                                                        | 30                                                                       | 239                                                                      | 235                                                                      | +4                                                                       | 99                                                                       | 2.                                                                       | Čtvrtfinále ZK |
| 2011/12            | NHL (Pacifická divize) | 1      | 82                                                                       | 34                                                                       | –                                                                        | –                                                                        | 12                                                                       | 36                                                                       | 204                                                                      | 231                                                                      | −27                                                                      | 80                                                                       | 5.                                                                       | Ne             |
| 2012/13            | NHL (Pacifická divize) | 1      | 48                                                                       | 30                                                                       | –                                                                        | –                                                                        | 6                                                                        | 12                                                                       | 140                                                                      | 118                                                                      | +22                                                                      | 66                                                                       | 1.                                                                       | Čtvrtfinále ZK |
| 2013/14            | NHL (Pacifická divize) | 1      | 82                                                                       | 54                                                                       | –                                                                        | –                                                                        | 8                                                                        | 20                                                                       | 266                                                                      | 209                                                                      | +57                                                                      | 116                                                                      | 1.                                                                       | Semifinále ZK  |
| 2014/15            | NHL (Pacifická divize) | 1      | 82                                                                       | 51                                                                       | –                                                                        | –                                                                        | 7                                                                        | 24                                                                       | 236                                                                      | 126                                                                      | +10                                                                      | 109                                                                      | 1.                                                                       | Finále ZK      |
| 2015/16            | NHL (Pacifická divize) | 1      | 82                                                                       | 46                                                                       | –                                                                        | –                                                                        | 11                                                                       | 25                                                                       | 218                                                                      | 192                                                                      | +26                                                                      | 103                                                                      | 1.                                                                       | Čtvrtfinále ZK |
| 2016/17            | NHL (Pacifická divize) | 1      | 82                                                                       | 41                                                                       | 5                                                                        | –                                                                        | 13                                                                       | 23                                                                       | 223                                                                      | 200                                                                      | +23                                                                      | 105                                                                      | 1.                                                                       | Finále ZK      |
| 2017/18            | NHL (Pacifická divize) | 1      | 82                                                                       | 35                                                                       | 9                                                                        | –                                                                        | 13                                                                       | 25                                                                       | 235                                                                      | 216                                                                      | +19                                                                      | 101                                                                      | 2.                                                                       | Čtvrtfinále ZK |
| 2018/19            | NHL (Pacifická divize) | 1      | 82                                                                       | 27                                                                       | 8                                                                        | –                                                                        | 10                                                                       | 37                                                                       | 199                                                                      | 251                                                                      | −52                                                                      | 80                                                                       | 6.                                                                       | Ne             |
| 2019/20            | NHL (Pacifická divize) | 1      | 71                                                                       | 29                                                                       | 9                                                                        | –                                                                        | 9                                                                        | 33                                                                       | 187                                                                      | 226                                                                      | 39                                                                       | 67                                                                       | 6.                                                                       | Ne             |
| 2020/21            | NHL (Západní divize)   | 1      | 56                                                                       | 11                                                                       | 6                                                                        | –                                                                        | 9                                                                        | 30                                                                       | 126                                                                      | 179                                                                      | 43                                                                       | -53                                                                      | 8.                                                                       | Ne             |
| 2021/22            | NHL (Pacifická divize) | 1      | 82                                                                       | 22                                                                       | 9                                                                        | –                                                                        | 14                                                                       | 37                                                                       | 232                                                                      | 271                                                                      | 39                                                                       | 76                                                                       | 7.                                                                       | Ne             |
| 2022/23            | NHL (Pacifická divize) | 1      | 82                                                                       | 13                                                                       | 10                                                                       | –                                                                        | 12                                                                       | 47                                                                       | 209                                                                      | 338                                                                      | -129                                                                     | 58                                                                       | 8.                                                                       | Ne             |
| 2023/24            | NHL (Pacifická divize) | 1      | 82                                                                       | 21                                                                       | 6                                                                        | –                                                                        | 5                                                                        | 50                                                                       | 204                                                                      | 295                                                                      | -91                                                                      | 59                                                                       | 7.                                                                       | Ne             |
| 2024/25            | NHL (Pacifická divize) |        |                                                                          |                                                                          |                                                                          |                                                                          |                                                                          |                                                                          |                                                                          |                                                                          |                                                                          |                                                                          |                                                                          | Ne             |
| Zdroj na NHL.com   |                        |        |                                                                          |                                                                          |                                                                          |                                                                          |                                                                          |                                                                          |                                                                          |                                                                          |                                                                          |                                                                          |                                                                          |                |

### Přehled kapitánů a trenérů v jednotlivých sezónách
| Sezóna    | Kapitán                     | Hlavní trenér   |
| --------- | --------------------------- | --------------- |
| 1993/1994 | Troy Loney                  | Ron Wilson      |
| 1994/1995 | Randy Ladouceur             | Ron Wilson      |
| 1995/1996 | Randy Ladouceur             | Ron Wilson      |
| 1996/1997 | Paul Kariya                 | Ron Wilson      |
| 1997/1998 | Paul Kariya a Teemu Selänne | Pierre Pagé     |
| 1998/1999 | Paul Kariya                 | Craig Hartsburg |
| 1999/2000 | Paul Kariya                 | Craig Hartsburg |
| 2000/2001 | Paul Kariya                 | Guy Charron     |
| 2001/2002 | Paul Kariya                 | Bryan Murray    |
| 2002/2003 | Paul Kariya                 | Michael Babcock |
| 2003/2004 | Steve Rucchin               | Michael Babcock |
| 2004/2005 | Sezóna zrušena              | Sezóna zrušena  |
| 2005/2006 | Scott Niedermayer           | Randy Carlyle   |
| 2006/2007 | Scott Niedermayer           | Randy Carlyle   |
| 2007/2008 | Chris Pronger               | Randy Carlyle   |
| 2008/2009 | Scott Niedermayer           | Randy Carlyle   |
| 2009/2010 | Scott Niedermayer           | Randy Carlyle   |
| 2010/2011 | Ryan Getzlaf                | Randy Carlyle   |

| Sezóna    | Kapitán      | Hlavní trenér  |
| --------- | ------------ | -------------- |
| 2011/2012 | Ryan Getzlaf | Bruce Boudreau |
| 2012/2013 | Ryan Getzlaf | Bruce Boudreau |
| 2013/2014 | Ryan Getzlaf | Bruce Boudreau |
| 2014/2015 | Ryan Getzlaf | Bruce Boudreau |
| 2015/2016 | Ryan Getzlaf | Bruce Boudreau |
| 2016/2017 | Ryan Getzlaf | Randy Carlyle  |
| 2017/2018 | Ryan Getzlaf | Randy Carlyle  |
| 2018/2019 | Ryan Getzlaf | Randy Carlyle  |
| 2019/2020 | Ryan Getzlaf | Dallas Eakins  |
| 2020/2021 | Ryan Getzlaf | Dallas Eakins  |
| 2021/2022 | Ryan Getzlaf | Dallas Eakins  |
| 2022/2023 | nikdo        | Dallas Eakins  |
| 2023/2024 | nikdo        | Greg Cronin    |
| 2024/2025 | Radko Gudas  | Greg Cronin    |